# 亞莉山卓·妮齊塔
亞莉珊卓·妮齊塔（英語：Alexandra Nechita，1985年8月27日—），是出生於羅馬尼亞的美國立體派畫家和壁畫家。